# Макарио (филм)
„Макарио“ (на испански: Macario) е мексиканско фентъзи от 1960 година на режисьора Роберто Гавалдон по негов сценарий в съавторство с Емилио Карбалидо, базиран на едноименния роман на Б. Травен.
В центъра на сюжета е беден селянин едва изхранващ многолюдното си семейство, който сбъдва мечтата си да получи печена пуйка само за себе си, след което Бог, Дяволът и Смъртта му предлагат да я сподели с тях и той сключва сделка със Смъртта. Главните роли се изпълняват от Игнасио Лопес Тарсо, Пина Пелисер, Енрике Лусеро.
„Макарио“ е номиниран за наградите „Златна палма“ и „Оскар“ за чуждоезичен филм.